# Marcel Giguère
Pour les articles homonymes, voir Giguère.
Marcel Giguère (né le 25 août 1917 à Montréal et mort le 16 août 1997 à Saint-Jean-sur-Richelieu) est un comédien, humoriste et bruiteur québécois.  Père de Roger Giguère, il est reconnu pour son bégaiement qu'il exploitait à des fins comiques.

## Biographie
Marcel Giguère commence sa carrière comme bruiteur au cinéma québécois naissant et à la radio. Très jeune, il exerce la fonction d'animateur-bruiteur dans plusieurs émissions radiophoniques, dont Café Concert Kraft (1944-1948) avec Jean-Pierre Masson et Lucille Dumont.
Vers la fin des années 1940 et durant les années 1950, il est présent dans les cabarets montréalais.  Il est ensuite très actif à la télévision et sur disque en tant que bruiteur, mais aussi comme comédien. Il participe notamment à la populaire émission Capitaine Bonhomme.  Quelques années plus tard, il travaille en compagnie de son fils, Roger Giguère, lui aussi bruiteur et comédien, dans plusieurs séries télévisées dont : Patof voyage, Monsieur Tranquille et Les Tannants.
Certaines de ses publicités marquent le paysage culturel québécois, comme celles de Daniel Spécialités, une mercerie située à « deux pas du pont Hippo-po » et où il n’y avait « pas de tataouinage ».
Sur scène, il forme un duo comique avec Gérard Vermette et jusqu'à la fin de sa carrière il est régulièrement invité au Théâtre des variétés de Gilles Latulippe.
Il meurt le 16 août 1997 des suites d'une longue maladie à l'âge de 79 ans, neuf jours avant son 80e anniversaire.

## Filmographie
- 1947 : Whispering City (film) : comme bruiteur
- 1954 - 1955 : Les Quat' fers en l'air (série télévisée)
- 1954 - 1957 : L'Île aux trésors (série télévisée)
- 1954 - 1960 : Toi et moi
- 1955 : Cap-aux-sorciers (série télévisée) : Firmin
- 1955-1958 : La Rigolade (Jeu TV) : Coanimateur
- 1962-1963 : Capitaine Bonhomme (série télévisée) : Bruiteur
- 1963 : Le Zoo du Capitaine Bonhomme (série télévisée) : Bruiteur
- 1967 : Lecoq et fils (série télévisée)
- 1970 : Red
- 1973 : Les Corps célestes : Le concierge
- 1974 : Les Deux Pieds dans la même bottine
- 1976-1977 : Patof voyage (série télévisée) : Bruiteur
- 1977-1978 : Monsieur Tranquille (série télévisée) : Bruiteur
- 1977-1981 : Les tannants (série télévisée)
- 1982 : Scandale : Sergent Boudreau
- 1984 : Le 101, ouest, avenue des Pins : Gérard
- 1984 : Le Crime d'Ovide Plouffe : Chauffeur de taxi
- 1992 : Requiem pour un beau sans-cœur : Propriétaire

## Discographie

### Simples
- 1959 Cerise – Les Gros Melons (Dis-Q-Ton, DIS-657X)
- 1971 Y'a pas d'tataouinage – Mon ancienne blonde (Trans-Canada, TC 3402)

### Collaborations et performances en tant qu'artiste invité
- 1963 Gilles Latulippe : Titoto - Histoires Pour Enfants
- 1964 Bruiteur : Capitaine Bonhomme : Les pirates du Yang-Tsé – Dans les griffes du gorille (Dinamic, DC-2024)
- 196? Bruiteur : Farfadou et Farfadette autour du monde
- 196? Bruiteur : Maman Fonfon : La colère du temps perdu - Les quatre saisons (RCA Victor)
- 1970 Bruiteur : Chez le prof. Pierre (avec le prof. Pierre, Midas, Ephrem, Jim la Varloppe, Fafo). (Trans-Canada - TC Maximum, TCM 974)
- 1974 Bruiteur : Contes et chansons de Tante Lucille (Alouette)
- 197? : C'est dans l'sac (avec Gérard Vermette) (Disques Dora, DO-1000)
- 197? : Ça c'est bon (avec Gérard Vermette) (Trans-Canada)